# Guillaume De Greef
Pour les articles homonymes, voir Greef.
Guillaume De Greef, né le 9 octobre 1842 à Bruxelles où il est mort le 26 août 1924, est un sociologue, écrivain et journaliste belge.

## Biographie
Professeur agrégé à la Faculté de droit et professeur à l'École des sciences sociales de l'Université nouvelle de Bruxelles, il fonda avec Hector Denis le journal La liberté pour défendre les thèses proudhoniennes. Positiviste, il s'inspira des idées d'Herbert Spencer et de Karl Marx.
Une avenue de Bruxelles porte son nom.

## Œuvres
- Les impôts de consommation, l'accise sur la bière, Maheu, 1884
- L'ouvrière dentellière en Belgique, 1886
- Le rachat des charbonnages, 1886
- Introduction à la sociologie (2 vol. 1886-1889)
- Les lois sociologiques, Paris, Félix Alcan, coll. « Bibliothèque de philosophie contemporaine », 1893
- Sociologie générale élémentaire, F. Larcier, 1894-1895
- L'évolution des croyances et des doctrines politiques, Mayolez et Audiarte, 1895
- Le transformisme social, essai sur le progrès et le regrès des sociétés, Paris, Félix Alcan, coll. « Bibliothèque de philosophie contemporaine », 1895
- Problèmes de philosophie positive, Schleicher, 1900
- La sociologie économique, Paris, Félix Alcan, coll. « Bibliothèque de philosophie contemporaine », 1904
- Éloges d’Élisée Reclus et de Kellès-Krauz, 1906
- La structure générale des sociétés, F. Alcan, 1907-1908
- Précis de sociologie, Mayolez et Audiarte, 1909
- L'économie publique et la science des finances, F. Larcier, 1912-1913
- L'économie sociale d'après la méthode historique et au point de vue sociologique, Lebèque, 1921